# Oliver-Valdefierro
Oliver-Valdefierro är en del av en befolkad plats i Spanien.   Den ligger i provinsen Provincia de Zaragoza och regionen Aragonien, i den nordöstra delen av landet, 270 km nordost om huvudstaden Madrid. Oliver-Valdefierro ligger 197 meter över havet och antalet invånare är 30 228.
Terrängen runt Oliver-Valdefierro är huvudsakligen platt, men åt sydväst är den kuperad. Oliver-Valdefierro ligger nere i en dal. Runt Oliver-Valdefierro är det tätbefolkat, med 550 invånare per kvadratkilometer. Närmaste större samhälle är Zaragoza, 4,8 km öster om Oliver-Valdefierro. Omgivningarna runt Oliver-Valdefierro är i huvudsak ett öppet busklandskap.